# Hermione Corfield
Hermione Isla Conyngham Corfield (ur. 19 grudnia 1993 w Londynie) – angielska aktorka, która wystąpiła m.in. w filmach Mission: Impossible – Rogue Nation, xXx: Reaktywacja i Gwiezdne wojny: Ostatni Jedi.

## Filmografia

### Filmy
| Rok  | Tytuł                              | Rola                      | Uwagi                         |
| ---- | ---------------------------------- | ------------------------- | ----------------------------- |
| 2014 | 50 Kisses                          | Anna                      | Segment: "Colton's Big Night" |
| 2015 | Pan Holmes                         | Matinee 'Ann Kelmot'      |                               |
| 2015 | Mission: Impossible – Rogue Nation | agentka w sklepie         |                               |
| 2016 | Duma i uprzedzenie, i zombie       | Cassandra Featherstone    |                               |
| 2016 | Upadli                             | Gabrielle „Gabbe” Givens  |                               |
| 2017 | xXx: Reaktywacja                   | Ainsley                   |                               |
| 2017 | Król Artur: Legenda miecza         | Syrena 3                  |                               |
| 2017 | Gwiezdne wojny: Ostatni Jedi       | Tallissan „Tallie” Lintra |                               |
| 2018 | Kto ma pszczoły ten ma miód        | Tatiana                   |                               |
| 2018 | Slaughterhouse Rulez               | Clemsie Lawrence          |                               |
| 2019 | Rust Creek                         | Sawyer Scott              |                               |
| 2019 | Born a King                        | księżniczka Maria         |                               |
| 2019 | W otchłani lęku                    | Siobhán                   |                               |
| 2021 | Elita złodziei                     | Hope                      |                               |
| 2021 | Gdy byłeś daleko                   | Kirsty Macleod            |                               |
| 2023 | A Million Days                     | Charlie                   |                               |
| 2025 | Fear Below                         | Clara Bennett             |                               |

### Telewizja
| Rok       | Tytuł                  | Rola            | Uwagi          |
| --------- | ---------------------- | --------------- | -------------- |
| 2016      | Endeavour              | Cassie Watkins  | 1 odc.         |
| 2017      | The Halcyon            | Emma Garland    | 8 odc.         |
| 2020–2022 | We Hunt Together       | Freddy Lane     | w gł. obsadzie |
| 2025      | Outlander: Krew z krwi | Julia Morriston | w gł. obsadzie |